# Charlie Brown e il pifferaio magico
Charlie Brown e il pifferaio magico (It's the Pied Piper, Charlie Brown) è un mediometraggio d'animazione direct-to-video diretto da Bill Melendez. È il trentanovesimo speciale basato sui Peanuts di Charles M. Schulz. 
Il film è stato distribuito negli Stati Uniti da Paramount Home Entertainment il 12 settembre 2000, sette mesi dopo la morte di Schulz, ed è l'ultimo della serie a essere stato prodotto sotto la sua supervisione.

## Trama
Charlie Brown racconta a sua sorella Sally una nuova versione della fiaba Il pifferaio di Hamelin. Quando una città molto simile alla loro viene infestata dai topi, per scacciarli il sindaco ingaggia Snoopy nel ruolo di pifferaio, promettendogli di pagarlo con una scorta annuale di cibo per cani. Snoopy attira i topi fuori dalla città suonando una concertina, ma quando il sindaco si rifiuta di pagarlo, conduce anche lui e i suoi consiglieri fuori dalla città. Al termine della storia, Sally dice che cose simili non possono accadere nella realtà. Ma in giardino, Snoopy inizia a far danzare Linus, Lucy, Franklin e Piperita Patty a ritmo di musica.

## Distribuzione

### Edizione italiana
In Italia, il film è stato distribuito in VHS da Paramount Home Entertainment il 15 marzo 2001. Il doppiaggio, realizzato dalla S.E.D.E. di Milano, è stato diretto da Rossana Bassani su dialoghi di Paola D'Accardi. 

### Doppiaggio
| Personaggio    | Doppiatore originale                           | Doppiatore italiano |
| -------------- | ---------------------------------------------- | ------------------- |
| Charlie Brown  | Quinn Beswick                                  | Irene Scalzo        |
| Snoopy         | Bill Melendez                                  | Bill Melendez       |
| Woodstock      | Bill Melendez                                  | Bill Melendez       |
| Linus Van Pelt | Corey Padnos                                   | Federica Valenti    |
| Lucy Van Pelt  | Rachel Davey                                   | Alessandra Karpoff  |
| Sally Brown    | Ashley Edner                                   | Daniela Fava        |
| Sindaco        | Frank Welker (dialoghi) Randy Crenshaw (canto) | Pietro Ubaldi       |
| Intervistatore | Neil Ross                                      |                     |
| Cittadino      | Neil Ross                                      |                     |
| Consiglieri    | Neil Ross (dialoghi) Randy Crenshaw (canto)    |                     |
| Donna #1       | Pat Musick                                     |                     |
| Segretaria     | Joan Van Ark                                   |                     |